# (303775) 2005 QU182
(303775) 2005 QU182 — крупный объект рассеянного диска.
Период обращения 2005 QU182 вокруг Солнца — более 1200 лет. Первоначальная оценка размеров позволяла причислять его к кандидатам в карликовые планеты. Альбедо объекта оказалось равным 0,328+0.160
−0.109, диаметр — 416±73 км. Ранее, размеры 2005 QU182 оценивались в пределах 555÷1241 км (925 км при альбедо=0,09 и 801 км (согласно Роберту Джонстону)).
Объект был открыт 30 августа 2005 года Чедвиком Трухильо, Майклом Брауном и Дэвидом Рабиновицем. На момент открытия видимая величина составляла 20,6 m.

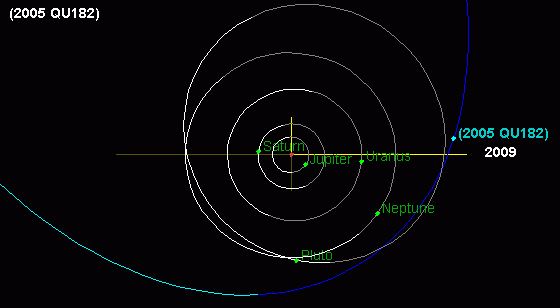
Орбита 2005 QU_{182}